# Celgetal
Het celgetal of koecelgetal van koemelk staat voor het aantal cellen per milliliter (ml) melk. Dit zijn in overgrote meerderheid witte bloedcellen en voor een klein deel epitheelcellen. Het celgetal is een belangrijke indicator voor de uiergezondheid. Na een ontstekingsreactie in de melkklier zal het celgetal namelijk stijgen door een influx van witte bloedcellen. 100.000 cellen per ml geldt als gezond, daarboven is er een verdenking van uierontsteking. Bij een celgetal van 250.000 moet de melkveehouder maatregelen treffen. Als het celgetal van geleverde melk boven de 400.000 per ml uitkomt zal de zuivelfabriek de leverancier korten op de melkprijs. 
Het celgetal van de melk is direct na het kalven van de koe hoog, maar daalt in de eerste twee maanden van de melkgift, om vervolgens weer tot het einde van de productieperiode te stijgen. 
Uierontsteking kan worden veroorzaakt door Staphylococcus aureus, Escherichia coli, Streptococcus agalactiae, Klebsiella, Streptococcus dysgalactiae of Streptococcus uberis.